# 南極長城

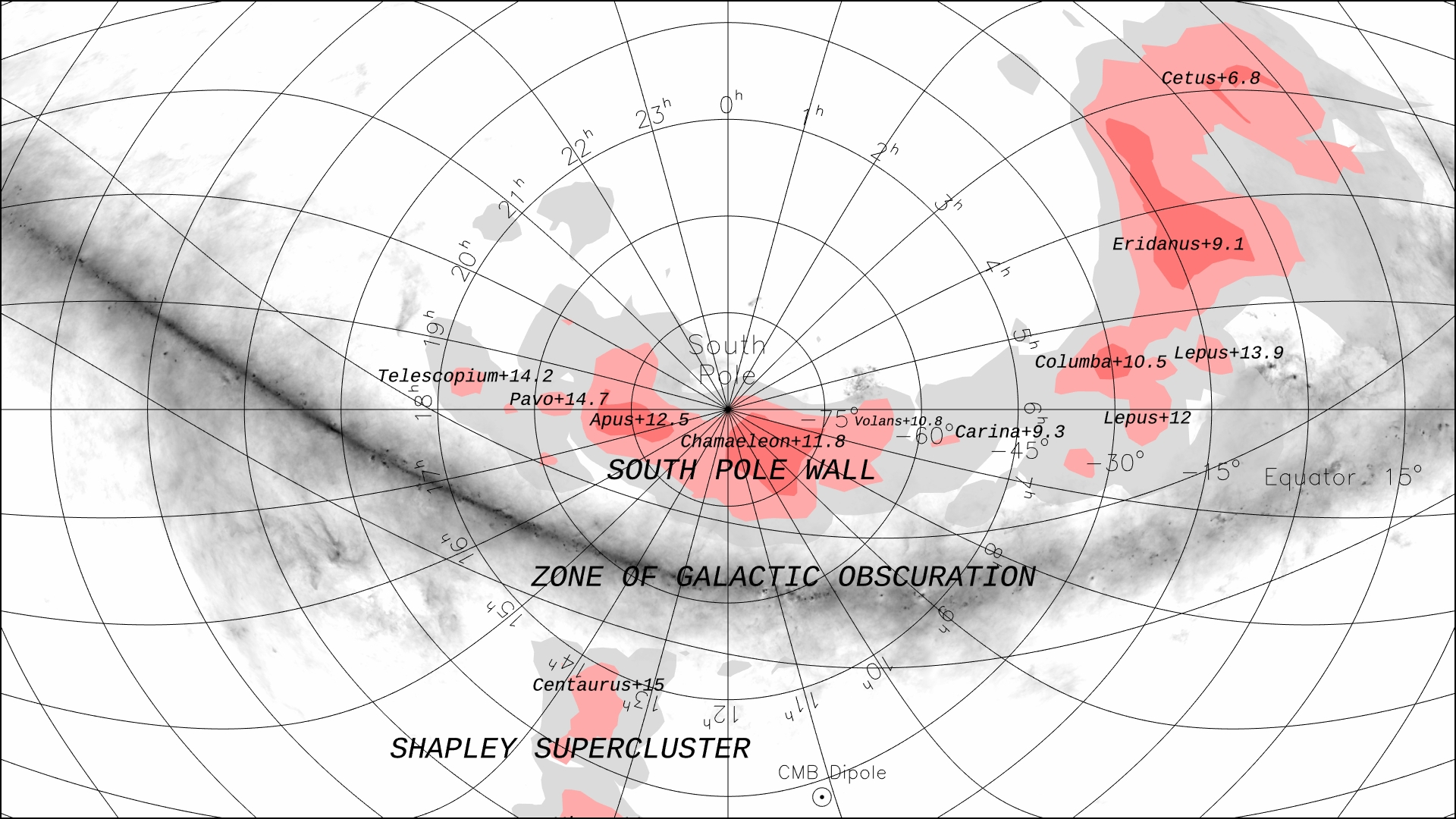
投影在天球座標上的南極長城。

南極長城（SPW，The South Pole Wall）是由星系組成的大尺度纖維狀結構，位在5億光年之外，延伸至少13.7億光年的一個巨大宇宙結構。從天文的角度來看，這個結構在5個地方，包括一個非常接近南天極，都很密集。根據發現這個長城的國際天文團隊的說法：「……是當地體積最大的連續特徵，可與史隆長城相媲美，但距離只有一半」。它的發現是由巴黎-薩克雷大學的丹尼爾·波馬雷德和李察·布倫特·塔利以及夏威夷大學的同事在2020年7月宣佈的。波馬雷德解釋說：「人們可能會想，這麼大而不是那麼遙遠的結構怎麼會被忽視。這是因為它在一個尚未被完整測量過的天空區域，對那裏的觀測直接受到銀河系的塵埃和星雲的前景斑塊阻礙」。

## 尺度
長城的長度超過13.7億光年，橫艮在5億光年之外的一片廣大區域。這巨大的結構，至少有一小部分，位於銀河系的隱帶（或銀河遮蔽區）後面。大尺度纖維狀結構從北天的英仙座，經過天南極附近，到達南天遙遠的望遠鏡座。它是如此的巨大，因此受到局部的宇宙膨脹很大的影響。 據天文學家塔利說：「我們懷疑南極長城是否比我們看到的要大得多。我們繪製的地圖覆蓋了我們調查過的整個地區。我們是宇宙的早期探險家，將我們的地圖延伸到未知的領域」。根據發現它的天文學家的說法：「在我們以更大的尺度繪製宇宙地圖之前，我們無法確定它的完整範圍，也無法確定它是否不同尋常」。

## 外部連結
- South Pole Wall – Official Site （页面存档备份，存于）
- YouTube上的South Pole Wall – video (6:50) (Daniel Pomarède; 10 July 2020)